# Kemal Pir
Kemal Pir (* 1952 in Güzeloluk, Torul, Türkei; † 7. September 1982 in Diyarbakır) war einer der Mitbegründer der vom Westen als Terrororganisation bezeichneten Arbeiterpartei Kurdistans (PKK) und eine zentrale Identifikationsfigur der Organisation. Er wird von Anhängern der PKK als Märtyrer verehrt.

## Leben
Kemal Pir stammte aus bäuerlichen Verhältnissen. Er kam 1952 im Dorf Güzeloluk im Landkreis Torul der Provinz Gümüşhane zur Welt.
Kemal Pir studierte in den turbulenten und von gewalttätigen Unruhen gezeichneten 1970er-Jahren in Ankara. Im Hochschulclub (Ankara Yüksek Öğrenim Kültür Derneği) lernte er 1974 Abdullah Öcalan kennen und schloss sich der damals marxistisch-leninistisch orientierten Gruppe um Öcalan an. Kemal Pir gehörte zu den nichtkurdischen Gründungskadern der PKK.
Am 3. Juni 1977 wurde Kemal Pir mit einer Schusswaffe in Ankara gefasst. Er wurde im Gefängnis von Ankara und später in Ordu untergebracht. Von dort floh er. Am 8. Dezember 1978 wurde er in Pazarcık erneut gefasst und konnte ein weiteres Mal fliehen. Er wurde von der Partei beauftragt, neue Kader zu rekrutieren, und hielt sich 1979 auch eine Weile in einem palästinensischen Ausbildungslager im Libanon auf. Im Herbst 1980 wurde er erneut gefasst.

## Tod
Am 14. Juli 1982 verkündete er im Gerichtssaal zusammen mit Mehmet Hayri Durmuş den Beginn des „Todesfastens“ aus Protest gegen ihre Haftbedingungen. Dieses Datum wird seither von der PKK als „das Todesfasten des 14. Juli“ oder als „der Widerstand des 14. Juli“ bezeichnet mit jährlichem Gedenken. 55 Tage nach Beginn der Aktion starb Kemal Pir im Gefängnis von Diyarbakır. Mehmet Hayri Durmuş, Ali Çiçek und Akif Yılmaz starben ebenfalls im Verlauf dieses Hungerstreiks. Kemal Pir wird seither von der Organisation als „erster internationalistischer Märtyrer“ verehrt.
Ihm werden die Worte zugeschrieben: „Eure Kraft reicht nicht aus, um mich Leben zu lassen.“ Folgender Ausspruch Kemal Pirs ist das Leitmotiv der PKK für Selbstmordattentate und -aktionen und für die Bereitschaft, sein Leben für die Sache zu opfern, geworden:
„Wir lieben das Leben so sehr, dass wir bereit sind, dafür zu sterben.“
Diese Haltung wird innerhalb der Organisation als „der Geist des 14. Juli“ bezeichnet und beschworen, wenn es gilt, besondere Opferbereitschaft und Parteiverbundenheit zu beschwören.